# سهره صورتی سیاه
سهره صورتی سیاه (نام علمی: Leucosticte atrata) گونه‌ای از پرندگان گنجشک‌سان از خانواده سهرگان است که بومی مناطق کوهستانی بالای درختان، در غرب ایالات متحده است. این محدودترین عضو از سردهٔ خود است و یک سوژه عکاسی محبوب برای تماشاگران پرنده است.